# Georg Brintrup
Georg Brintrup (Münster, 25 ottobre de 1950) es un director, escritor y productor cinematográfico alemán. Sus obras se caracterizan por tener un estilo que se puede llamar “ensayo cinematográfico”, sobre temas musicales y literarios, obras en las que se funden el contenido documental, el de la ficción y el de la experimentación. Vive en Roma y su actividad comprenden, principalmente, Italia, Brasil, Alemania y los Estados Unidos de América.

## Vida
Ya a finales de los años ‘60, antes de iniciar sus estudios de información publicitaria, filología romance e historia del arte en la Universidad de Münster (en Vestfalia), Brintrup rueda sus “películas underground”. Algunas de ellas fueron proyectadas en el ámbito de producciones del teatro comunal de la Ciudad de Münster.
A partir de 1973, lleva a cabo sus estudios de “Film e Scienze della comunicazione” en el I.S.O.P. (Instituto de Ciencias y Técnicas de la Opinión Pública) en Roma. Obtiene su diploma con una tesis sobre “La Literatura y el Cine”. El contenido de este trabajo incluía el cortometraje “Meine Wunder” (“Mis Milagros”), proyectado después en el Festival Internacional de Cortometrajes de Oberhausen, en 1978. En 1975/76, conmovido por el fenómeno de los “años de plomo” che sacudía la realidad alemana en esos momentos, rueda su primer largometraje, titulado “Reglas del juego para una película sobre los anabaptistas” (“Spielregel für einen Wiedertäuferfilm”). La película tiene como tema el binomio recurrente en la historia: la represión de una forma de pensar lleva al radicalismo y el aislamiento del espíritu conduce al fanatismo, a la locura. La película fue proyectada en 1977, en el Festival Internacional de Cine de Róterdam, en la 27a edición del Festival Internacional de Cine de Berlín y en la XIII Mostra Internazionale del Nuovo Cinema di Pesaro.
En 1978, escribe su primera “película acústica” para la Südwestfunk (SWF), la emisora pública regional alemana de Renania-Palatinado y de Baden-Württemberg meridional. Este tipo di radiodramas, de una duración máxima de dos horas, fue ideado por Max Ophüls en los años ’50 y se caracteriza por un uso equivalente de los sonidos, de la música y del idioma hablado. A la fecha, Brintrup ha escrito treinta “películas acústicas”, tanto para la SWF como para otras emisoras públicas alemanas.
En 1979, rueda su primera película para la televisión: “Yo pongo orden” (título original: “Ich räume auf”). Ella presenta el momento en el que la poetiza expresionista alemana Else Lasker-Schüler accusa a sus editores por el abuso que hacen de “sus tesoros intímos más preciosos”. La película trata, en substancia, de la explotación y la corrupción de la producción artística.
En 1985, Brintrup realiza su primera película “musical”: “Poemi Asolani” (“Poemas de Ásolo”), inspirada en la vida y el arte del compositor italiano Gian Francesco Malipiero. La obra ha sido definida como “musical no vocal”. En ella, los sonidos muy diversos en los que se basa Malipiero para sus composiciones, se sitúan al mismo nivel y con el mismo valor que la música. En los años ’90, Brintrup continúa la investigación y el desarrollo de la fórmula expresiva del “ensayo musical”. La imagen, el lenguaje gestual de actores y actrices, el idioma hablado, la música y aún los ruidos, poseen el mismo valor, en forma análoga a lo que ya había experimentado en sus “películas acústicas”. Esta técnica expresiva lo separa de lo que otros autores de ensayos cinematográficos llevan a cabo, dada la presencia en sus obras de los “ojos musicales” y de las “orejas que ven”, según una expresión de un periodista especializado.
Sus trabajos más recientes son películas “musicales”: “Palestrina, princeps musicae” y “La red di Santini”, en las cuales la música antigua y la polifonía son representadas visualmente. Cada voz del coro, come cada planeta en el universo, es independiente y sin embargo responde a un orden superior - exactamente como sucede en las constelaciones.
Brintrup è membro della Academia de Cine Europeo.

## Filmografía

### Director
- 1975 : Reglas del juego para una película sobre los anabaptistas (Spielregel für einen Wiedertäuferfilm)
- 1979 : Yo pongo orden (Ich räume auf)
- 1981 : Penn'a Du
- 1983 : Strada Pia
- 1985 : Poemi Asolani
- 1989 : Deruta - La Piedra filosofal (Deruta)
- 1991 : Symphonia Colonialis
- 1994 : O Trem Caipira
- 1996 : Rayo de sol (Raggio di Sole)
- 1998 : Luna rossa
- 2000 : Tambores e Deuses (Trommler und Götter)
- 2002 : La Banda - Viva la Banda!
- 2007 : Enzo Cucchi
- 2009 : Palestrina - princeps musicae (Palestrina - Fürst der Musik)
- 2011 : Palazzo Ricci
- 2013 : La red de Santini (Santini’s Netzwerk)

### Actor
- 1984 : Relaciones de clase, sobre América de Kafka (Klassenverhältnisse) de Straub-Huillet
- 1986 : La muerte de Empédocles (Der Tod des Empedokles oder Wenn dann der Erde Grün von neuem Euch erglänzt) de Straub-Huillet